# アナマリ・ベレンシェク
アナマリ・ベレンシェク（Anamari Velenšek 1991年3月15日 - ）は、スロベニアのツェリェ出身の柔道選手。階級は78kg級及び78㎏超級。身長175cm。現在はスロベニア国防省に勤務。2015年の世界ジュニア78kg級2位のクララ・アポテカルは義理の妹にあたる。

## 人物
柔道は8歳の時にサンカククラブで始めた。2010年にワールドカップ・ソフィア78kg級で優勝を飾った。世界選手権では2回戦で敗れた。世界ジュニアでは決勝でブラジルのマイラ・アギアルに敗れて2位だった。2011年のヨーロッパ選手権で3位になるが、世界選手権では3回戦で敗れた。ワールドカップ・タシュケントとワールドカップ・アルマトイでは立て続けに優勝を果たした。2012年のヨーロッパ選手権でも3位になるが、ロンドンオリンピックでは初戦で敗れた。グランプリ・青島では優勝した。2013年にはヨーロッパ選手権で2位となるが、世界選手権では2回戦で日本の佐藤瑠香の技ありで敗れた。グランプリ・リエカでは優勝した。2014年のグランドスラム・パリでも優勝を飾った。世界選手権では準決勝でアメリカのケイラ・ハリソンの前に敗れるが、3位決定戦で北朝鮮の薛京を破って3位になった。2015年の世界選手権では決勝で日本の梅木真美に敗れて2位だった。2016年のリオデジャネイロオリンピックで準決勝でハリソンの腕挫十字固で敗れたが、3位決定戦でドイツのルイーゼ・マルツァンを絞め落として銅メダルを獲得した。オリンピック後に膝の手術をして6ヶ月間柔道をしなかったために体重が増えたので、2017年からは78kg超級に階級を上げると、グランプリ・タシュケントで優勝を飾った。2021年7月に日本武道館で開催された東京オリンピックでは2回戦で敗れた。　

## 主な戦績
70kg級での戦績
- 2009年 - ワールドカップ・ウィーン　3位
- 2009年 - 世界ジュニア　5位

78kg級での戦績
- 2010年 - ワールドカップ・ソフィア　優勝
- 2010年 - ヨーロッパ選手権　7位
- 2010年 - グランプリ・チュニス　5位
- 2010年 - 世界ジュニア　2位
- 2011年 - グランプリ・デュッセルドルフ　5位
- 2011年 - ヨーロッパ選手権　3位
- 2011年 - グランプリ・バクー　5位
- 2011年 - ワールドカップ・タシュケント　優勝
- 2011年 - ワールドカップ・アルマトイ　優勝
- 2011年 - グランプリ・アムステルダム　5位
- 2011年 - グランドスラム・東京　5位
- 2012年 - ワールドマスターズ　3位
- 2012年 - グランプリ・デュッセルドルフ　5位
- 2012年 - ヨーロッパ選手権　3位
- 2012年 - U23ヨーロッパ選手権　3位
- 2012年 - グランプリ・青島　優勝
- 2013年 - ヨーロッパオープン・ソフィア　2位
- 2013年 - ヨーロッパオープン・オーバーヴァルト　3位
- 2013年 - グランプリ・デュッセルドルフ　5位
- 2013年 - ヨーロッパ選手権　2位
- 2013年 - ワールドマスターズ　7位
- 2013年 - グランプリ・リエカ　優勝
- 2014年 - グランドスラム・パリ　優勝
- 2014年 - グランプリ・デュッセルドルフ　2位
- 2014年 - グランプリ・ブダペスト　2位
- 2014年 - 世界選手権　3位
- 2014年 - グランドスラム・東京 3位
- 2015年 - グランプリ・デュッセルドルフ　2位
- 2015年 - グランプリ・ザグレブ　優勝
- 2015年 - ヨーロッパ競技大会　　個人戦　3位　団体戦　3位
- 2015年 - 世界選手権 2位
- 2015年 - グランドスラム・パリ　5位
- 2015年 -　グランドスラム・東京　3位
- 2016年 - グランプリ・デュッセルドルフ　3位
- 2016年 - ヨーロッパ選手権　5位
- 2016年 - グランプリ・ブダペスト　2位
- 2016年 - リオデジャネイロオリンピック 3位

78kg超級での戦績
- 2017年 - グランプリ・カンクン　3位
- 2017年 -　グランプリ・タシュケント　優勝
- 2018年 -　グランプリ・チュニス　5位
- 2018年 -　グランプリ・ザグレブ　優勝
- 2019年 - グランプリ・テルアビブ　3位
- 2019年 - グランドスラム・バクー　3位
- 2019年 - グランプリ・ザグレブ　3位
- 2019年 - ミリタリーワールドゲームズ　2位

(出典、JudoInside.com)